# Carl Finnigan
Carl Finnigan (Jarrow, 1º ottobre 1986) è un ex calciatore inglese, di ruolo attaccante.

## Caratteristiche tecniche
Prima o seconda punta, può giocare anche come ala destra.

## Carriera

### Club
Prodotto del vivaio del Newcastle, nel 2007 gli inglesi lo cedono al Falkirk in cambio di 50000 €. Nel 2011 passa al St. Johnstone, che dopo una stagione lo cede in prestito al Dundee United: sigla 3 gol in 5 incontri di campionato, convincendo la società a riscattarlo. Nell'estate del 2013 si trasferisce in Sudafrica, vincendo il titolo nazionale. Dopo essere tornato in Inghilterra nel 2014 al Gateshead, l'anno successivo si trasferisce di nuovo in Africa, al Township Rollers, in Botswana, per poi svincolarsi nel 2016.

## Palmarès

### Club

#### Competizioni nazionali
- National First Division: 1

Chippa United: 2013-2014
- FA Vase: 1

South Shields: 2016-2017